# Sylvain Calzati
Sylvain Calzati (Lió, 1 de juliol del 1979) va ser un ciclista professional francès del 2003 al 2011. Del seu palmarès destaca una etapa al Tour de França.

## Palmarès
- 2001
  - Vencedor d'una etapa del Tour de Gironda
- 2002
- 1r al Circuit de la Nive
- 1r a la Ruta al País Basc
- 2004
  - 1r del Tour de l'Avenir
- 2006
  - 1r al Critèrium de Lisieux
  - Vencedor d'una etapa del Tour de França

### Resultats al Tour de França
- 2004. 71è de la classificació general
- 2005. Abandona (8a etapa)
- 2006. 34è de la classificació general. Vencedor de la vuitena etapa
- 2007. Abandona (11a etapa)
- 2009. 55è de la classificació general

### Resultats al Giro d'Itàlia
- 2006. 79è de la classificació general